# Sarah Meyohas
 (juillet 2020).
Si vous disposez d'ouvrages ou d'articles de référence ou si vous connaissez des sites web de qualité traitant du thème abordé ici, merci de compléter l'article en donnant les références utiles à sa vérifiabilité et en les liant à la section « Notes et références ».
Sarah Meyohas (née en 1991 à New York) est une artiste pluridisciplinaire franco-américaine.

## Biographie
Née en 1991 à New York, Sarah Meyohas est titulaire d'une licence en relations internationales de l'université de Pennsylvanie et d'une licence en finance de la prestigieuse Wharton School. Elle obtient son MFA à Yale en 2015 et est maintenant basée à New York où elle dirige sa propre galerie d'appartements éponyme, Meyohas.

## Œuvre

### Expositions personnelles
- 2015 : BitchCoin, Where, Brooklyn, New York
- 2016 : Stock Performance, 303 Gallery, New York, New York
- 2017 : Cloud of Petals, Galerie PACT, Paris, France
- 2017 : Petals, Indepence Regence, Brussels
- 2017 : Cloud of Petals, RedBull Art Studios, New York
- 2018 : Sarah Meyohas, Disjecta Contemporary, Portland, OR, USA
- 2018 : Speculations, Wasserman Projects, Detroit
- 2019 : Infinite Void, Galerie PACT, Paris
- 2019 : 7 x 7, New Museum, New York
- 2019 : Petals to Pixels, Mine Project, Hong Kong
- 2019 : Generated Petals Interpolation, Flint Institute Of Arts, Michigan
- 2019 : Cloud Of Petals, Ming Contemporary Art Museum, Shangai

### Expositions de groupe
- 2011 : SVA Summer Residency Exhibition, Westside Gallery, New York
- 2012 : Moby-Dick, Addams Gallery, Philadelphia
- 2012 : Corpus Corporum, Philomathean Art Gallery, Philadelphia
- 2013 : For Ed: Splendor in the Grass with Olympic Lad & Lass, Curated by Samuel Messer, Yale School of Art Green Hall Gallery, New Haven
- 2013 : I like it when the girls, Hundred Forsyth, New York, curated by Margaret Kross & Suzie Oppenheimer
- 2013 : Photo Istanbul Exhibition, Meyerson Gallery, Philadelphia
- 2013 : Troupe, Addams Gallery, Philadelphia, PA, USA
- 2014 : Yale MFA 2015, Yale School of Art Green Hall Gallery, New Haven
- 2015 : Black Mirror, Aperture Foundation, New York
- 2015 : Lovely Dark, Regen Projects, Los Angeles
- 2015 : Lovely Dark, Danziger Gallery, New York
- 2015 : viewer DISCRETION..the Children of BATAILLE, Stux Gallery, New York, NY, USA NEWD Art Fair, Brooklyn
- 2015 : LUX: Ideas through Light, Beinecke Plaza, Yale University, New Haven
- 2015 : Business As Usual, Set The Controls For The Heart Of The Sun, Leeds
- 2016 : Legal Tender, The Alice Gallery, Seattle
- 2017 : Tu es Métamorphose, Galerie PACT, Paris
- 2017 : From DADA to TA-DA, Curated by Max Wolf, Fisher Parrish, New York
- 2017 : 99 Cents or Less, Curated by Jens Hoffman, Museum of Contemporary Art Detroit
- 2017 : Escape Attempts: Curated by Kathy Battista, Shulamit Nazarian, Los Angeles
- 2018 : Adventitious Encounters, Open Space Contemporary, Londres

## Prix et résidences
- 2010 : Institute of Contemporary Art (Philadelphia, PA) Advisory Board Member (2010-2013) Juror’s Award, University of Pennsylvania
- 2011 : Artiste en résidence à la School of Visual Arts, New York

## Festival de film et projections
- 2018 : Brooklyn Film Festival
- 2018 : TimesTalk x Absolut Art, New York City
- 2018 : Chicago Underground Film Festival
- 2018 : Milwaukee Underground Film Festival Minneapolis St. Paul International Film Festival
- 2018 : Slamdance Film Festival
- 2019 : Emerge Festival, The Curve Barbican, Londres

## Publications (sélection)
- 2013 : Joel Mathis, «Business Idea: Selling Nude Pics Featuring Penn’s Huntsman Hall», Philadelphia Magazine, avril
- 2013 : Daniel Blas, «This Woman Did WHAT In Huntsman?!, Under the Button - 34th Street Magazine, avril
- 2014 : Andrew Nunes, «Some Metals are Precious, But This Art is Golden», The Creators Pro- ject Vice Magazine, août
- 2014 : The Cut, «Out of the Box: The Yale Project», May 19, 2014 issue of New York Magazine
- 2015 : Corrina Kirsch, « Will ‘BitchCoin’ Offer Artists a New Way to Make a Living?», Vice mars
- 2015 : Katie Booth, «Woman of Wall Street: New York City artist launches Bitchcoin», New York Times, mars
- 2015 : Sarina Finkelstein, «An Artist Mints Her Own Take on Bitcoin», Time, février
- 2016 : Kat Herriman, «Sarah Meyohas: 30 Under 30», Cultured Magazine, novembre
- 2016 : Kat Herriman, «On Site with Sarah Meyohas at Bell Labs’ Temporary Flower Factory», Artnet, septembre
- 2016 : Ken Johnson, «Here’s How an Artist Plays the Stock Market», New York Times, janvier
- 2017 : Forbes 30 Under 30 - Art & Style, Forbes
- 2017 : Harper’s Bazaar, Bazaar Gardens, mai
- 2018 : Tim Schneider, Cryptocurrencies, Explained: Why Artists Are Already Leaving Bitcoin Behind for Something Bigger, Artnet, février
- 2018 : Benjamin Walker, Benjamin Walker’s Theory of Everything: S Coin (False Alarm! part iii), WBEZ Chicago, podcast, May 2018